# Production I.G STATION
Production I.G STATION（プロダクション アイジー ステーション）は、アニメ制作会社「Production I.G」提供による音泉にて9回限定で短期配信されていたインターネットラジオ番組。パルコミュージアムで2005年10月21日から11月14日まで開催された「Production I.G展」との連動番組である。パーソナリティは中川翔子が務めていた。

## 放送概要
- 音泉：2005年9月30日～11月25日、毎週金曜日配信、全9回

## コーナー
翔子と一緒に心理テスト
ゲストの心理を深く探ってお互いを知ってしまおうというコーナー
テーマトーク
話題の作品についてのテーマをスタッフとリスナーが出し合ってゲストに質問するコーナー。コーナー名の前には作品名が入る（「IGPX」、「BLOOD+」、「イノセンス」、「攻殻機動隊 S.A.C.」「HOLiC・ツバサ」「立喰師列伝」）。質問は黄金ボックスから引かれる

## ゲスト
第1回（9月30日）
三戸耕三（タケシ・ジンノ 役 『IGPX』より）、石川光久（Production I.G代表取締役）
第2回（10月7日）
喜多村英梨（音無小夜 役 『BLOOD+』より）石川光久（2回目）
第3回（10月14日）
押井守監督（『イノセンス』 より）・石川光久（3回目）
第4回（10月21日）
神山健治監督（39）（『攻殻機動隊 S.A.C.』 シリーズより）
攻殻機動隊 S.A.C.シリーズに対する質問とゲストに対する質問やメッセージなど
第5回（10月28日）
本郷みつる監督（『IGPX』より）
IGPXに対する質問とゲストに対する質問やメッセージなど
第6回（11月4日）
川口徹（プロデューサー。『劇場版xxxHOLiC 真夏ノ夜ノ夢』より）、中武哲也（プロデューサー。『劇場版ツバサ・クロニクル 鳥カゴの国の姫君』より）
※水島努監督（同劇場版『劇場版xxxHOLiC 真夏ノ夜ノ夢』）と川崎逸朗監督（同劇場版『劇場版ツバサ・クロニクル 鳥カゴの国の姫君』）が出演する予定だったが両者が体調不良の為上記の各作品のプロデューサーが急遽出演した。
第7回（11月11日）
竹田靑滋（プロデューサー）・大松裕（プロデューサー）・喜多村英梨（2回目）（音無小夜 役 『BLOOD+』より）
『BLOOD+』を特集
第8回（11月18日）
押井守監督（『立喰師列伝』 より）、石川光久（4回目）
第9回（11月25日）〔最終回〕
押井守監督、石川光久（5回目）／大塚明夫
特集：「Production I.G」、今まで放送を行ってきたタイトル
大塚明夫のスペシャルインタビューとメッセージは本来は翔子が行う予定だったがスケジュールの都合でやまけんが代行し、後半部分はそのパートに充てられた。